# Terminal (YUKIのアルバム)
『Terminal』（ターミナル）は、YUKIの10枚目のオリジナルアルバム。2021年4月28日にソニー・ミュージックレーベルズの内部レーベルであるエピックレコードジャパンより発売された。

## 概要
前作のオリジナルアルバム『forme』から約2年3ヶ月ぶりの10thアルバムであり、同年5月からは約2年ぶりのコンサートツアー『YUKI concert tour "Terminal G" 2021』を開催。
今作のリリース形態は初回生産限定盤（CD+DVD）と通常盤（CDのみ）のCD2形態、アナログ盤2枚組の完全生産限定盤という3種類で、CD2形態が2021年4月28日、アナログ盤が7月28日に発売される。収録楽曲は全仕様共通で、YUKI 34thシングル(両A面)より『Baby, it's you』、『My lovely ghost』のほか、YUKI自身が作詞作曲を手がけた『チューインガム』、『灯』、そしてYUKI自身がドラムの演奏を担当した『Sunday Service』を加えた全13曲となっている。
2021年5月5日付オリコン週間デジタルアルバムランキング1位に登場。YUKIのデジタルランキングでの1位獲得は、前作『forme』に続く2作目となった。
また、同日にBillboard JAPANダウンロード・アルバム・チャート“Download Albums”で、1位を獲得した。

## 制作の背景
YUKIの10作目のオリジナル・アルバム『Terminal』は、ほかのアーティストとの共同制作により「自分の知らない世界をもっと知りたい」という思いが強くなってきたというYUKIの意向により、奥野真哉（ソウル・フラワー・ユニオン）、今井了介、LASTorderといった初顔合わせの面々を制作陣に迎えて作り上げた。
2020年初頭からスタートしたこのアルバムの制作活動は、新型コロナウイルス感染拡大の影響でしばらく中断することもあった。そんな状況の中YUKIは「自分の心を解放させてくれて、時間が過ぎるのも忘れてしまうくらい没頭できることはなんだろうと考えたときに、メロディに乗せて歌詞を書き、それを歌うことが私にとって一番の“自由”なんだ」という思いから、2020年6月に制作を再開した。

『Sunday Service』では、かつてYUKIが所属していたバンドMean Machineで担当していた楽器でもあるドラムを彼女自身が演奏している。
『ご・く・ら・く terminal』は任天堂のNintendo Switchの人気ゲーム『あつまれ どうぶつの森』をきっかけに生まれた詞によって出来上がった曲である。同ゲーム上で、遠く離れた友人と出会えた時の感動から"Terminal"というキーワードが生まれた。

### ”Terminal”=まだ見ぬ世界へ旅立つ出発地点
今作のキーワードでもある”terminal”は本来「終点、終着点」という意味があるが、今作の場合は「エアターミナルやバスターミナルのように、ターミナルは人と人が出会う場所、人が集まる場所ですよね。だからターミナルはそこが終わりではなく始まりの場所。最終地点でもあり出発地点でもあると思うんです。」と、「出会いの場所、はじまり」という意味を込めている。 

## 収録曲
| 全作詞: YUKI。 |                                  |      |                                                            |                                    |      |
| #              | タイトル                         | 作詞 | 作曲                                                       | 編曲                               | 時間 |
| 1.             | 「My lovely ghost」              | YUKI | 小木岳司、米澤森人、KISHIMEN                               | 前田佑                             | 4:47 |
| 2.             | 「Baby, it's you」(34thシングル) | YUKI | T-SK、Andrew Choi、Tesung Kim                              | 久保田慎吾(Jazzin' park)、今井了介 | 4:07 |
| 3.             | 「good girl」                    | YUKI | Claire Rodrigues Lee、Kevin Charge                         | 前田佑、今井了介                   | 3:51 |
| 4.             | 「NEW！！！」                    | YUKI | Claire Rodrigues Lee、Kevin Charge                         | U-Key zone、今井了介               | 3:54 |
| 5.             | 「ご・く・ら・く teraminal」     | YUKI | Ally Ahren、Mark Raggio、Ryo Ito                           | Mark Raggio、Stevie Gordon         | 3:04 |
| 6.             | 「ラスボス」                     | YUKI | 永井雄一郎                                                 | 永井雄一郎                         | 4:43 |
| 7.             | 「ベイビーベイビー」             | YUKI | 伊藤立                                                     | U-Key zone                         | 3:17 |
| 8.             | 「雪が消してく」                 | YUKI | Henrik Nordenback、Chritian Fast、Didrik Thott、Agnes Shin | Henrik Nordenback                  | 3:57 |
| 9.             | 「泣かない女はいない」           | YUKI | KOMODA                                                     | 林正樹                             | 4:49 |
| 10.            | 「Sunday Service」               | YUKI | 白根賢一                                                   | 白根賢一                           | 4:26 |
| 11.            | 「チューインガム」               | YUKI | YUKI                                                       | YUKI、沖山優司                     | 3:44 |
| 12.            | 「灯」                           | YUKI | YUKI                                                       | 奥野真哉                           | 5:05 |
| 13.            | 「はらはらと」                   | YUKI | LASTorder                                                  | LASTorder                          | 4:20 |

| #  | タイトル                       | 作詞 | 作曲・編曲 |
| -- | ------------------------------ | ---- | ---------- |
| 1. | 「Baby, it's you」(MusicVideo) |      |            |

## YUKI concert tour "Terminal G" 2021
『Terminal』のリリースツアーとして、全国12都市を周るホールツアー『YUKI concert tour “Terminal G” 2021』をコロナ禍にて敢行。2021年5月22日の神奈川県厚木市文化会館大ホールから2021年10月10日東京都東京ガーデンシアターを千秋楽とした、全24公演を無事完走する。
開演前はモーリス・ラヴェルの『ボレロ』などが流れており、開演時間近くになるにつれ音量が大きくなり、直前で音がストップして開演の形を取っている。
公演後の来場客退場の際は、ボブ・マーリー のNo Woman, No Cryが流れ、同アルバム収録曲の「泣かない女はいない」にかけた演出をしている。
2022年2月現在YUKIの公式YouTubeチャンネル「YUKI YouTube Official Channel」にて当公演（大宮、東京）の一部が公開されている。